# Monte do Trigo
Monte do Trigo is een plaats (freguesia) in de Portugese gemeente Portel en telt 1245 inwoners (2001).